# Wielbłądkowate
Wielbłądkowate (Raphidiidae) – rodzina drapieżnych owadów z rzędu wielbłądek (Raphidioptera) o holarktycznym zasięgu występowania. Obejmuje ponad 180 gatunków. W Europie występuje około 70, z czego w Polsce stwierdzono 9 gatunków. Gatunki wielbłądek są bardzo trudne do rozróżnienia. Przykładowymi przedstawicielami rodziny są – występujące również w Polsce – wielbłądka żółtonoga (Raphidia flavipes) i wielbłądka pospolita (Phaeostigma notata).

## Morfologia
Owady średniej wielkości (do 10 mm długości). Prowadzą drapieżny tryb życia. Występują w prześwietlonych lasach iglastych i mieszanych, zaroślach i w zabudowaniach, często na pniach martwych drzew. Larwy większości gatunków żyją w przypowierzchniowych warstwach gleby.
Są jednolicie, ciemno ubarwione. Mają zwężoną u nasady, dużą i ruchliwą głowę z nitkowatymi, wieloczłonowanymi, krótszymi niż u Inocelliidae czułkami o długości najwyżej do połowy ciała. Szwy głowowe są silnie zredukowane. Kolejne cechy odróżniające je od pozostałych wielbłądek to obecność 3 przyoczek oraz użyłkowanie skrzydła – pterostygma jest ograniczona dwoma żyłkami (u Inocelliidae jedną), a jej płaszczyzna jest przecięta jedną lub kilkoma żyłkami (u Inocelliidae brak żyłek w płaszczyźnie pterostygmy).
Aparat gębowy typu gryzącego, przedtułów cienki, długi i uniesiony do góry, przypominający swoim wyglądem szyję wielbłąda. Dwie pary błoniastych, ciemnych i przezroczystych skrzydeł o podobnych rozmiarach. Przednie odnóża osadzone są na końcu przedtułowia.

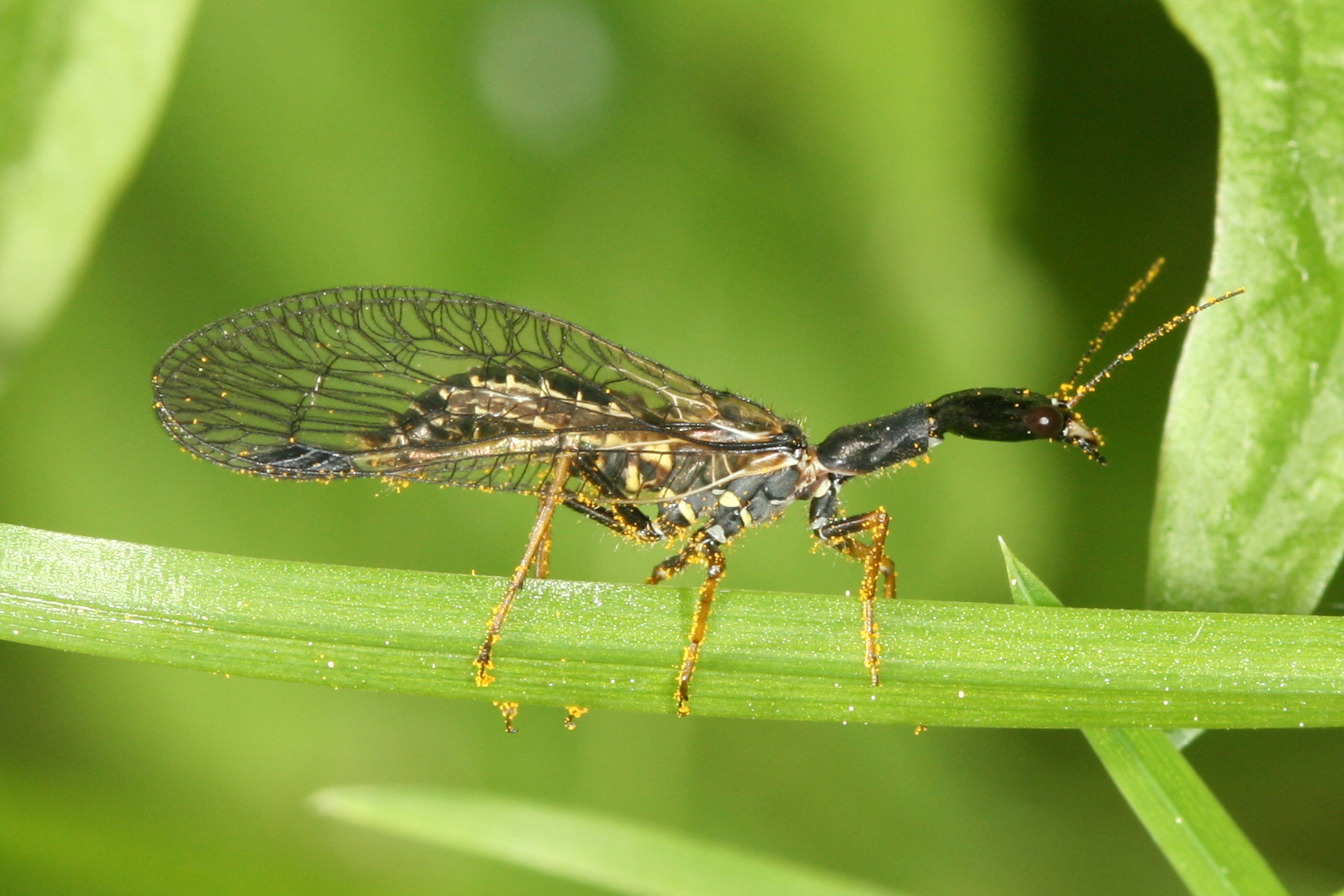
Phaeostigma notata

## Rozwój
Cykl rozwojowy wielbłądkowatych przebiega zwykle dwa lata. Kopulacja, w zależności od gatunku, trwa od kilku minut do 1,5 godziny. Rozwój w stadium jaja trwa u wszystkich gatunków od kilku dni do 3 tygodni. Czas rozwoju larw jest bardzo zróżnicowany. Najkrótszy okres to co najmniej jeden rok. Typowy okres dla większości gatunków to 2–3 lata, a w skrajnych przypadkach, przy niekorzystnych warunkach środowiskowych – 6 lat.
Poczwarka jest typu wolnego. Przepoczwarczenie większości wielbłądek odbywa się wiosną i trwa od kilku dni do 3 tygodni. Te, które przepoczwarczają się latem lub jesienią potrzebują na to do 10 miesięcy. Tylko nieliczne przechodzą kilkutygodniowe, letnie stadium poczwarki.

## Preferencje pokarmowe
Imagines są entomofagami preferującymi mszyce i inne piersiodziobe. Obserwowano wielbłądki zjadające pyłek, znajdowany też w ich wnętrznościach, jednak znaczenie tego pokarmu w diecie Raphidiidae nie jest znane.